# Rainbow Rowell
Œuvres principales
- Eleanor et Park
- Fangirl
- Carry On

Rainbow Rowell, née le 24 février 1973 à Omaha dans le Nebraska, est une autrice américaine de romans contemporains et de comics pour adolescents et pour adultes. Elle est notamment connue pour ses romans Eleanor et Park et Fangirl.

## Biographie
Rainbow Rowell est rédactrice pour le Omaha World-Herald de 1995 à 2012.
Après avoir quitté son travail de rédactrice, elle travaille pour une agence publicitaire et commence à écrire son premier roman publié : Attachement. C'est à cette époque qu'elle donne naissance à son premier fils, mettant le manuscrit en pause pendant deux ans.
En 2012 sort Eleanor et Park, puis Fangirl en 2013, deux romans contemporains Young-Adult. Les deux romans ont été nommés parmi les meilleurs romans Young-Adult de l'année par le New York Times.
En 2014, Dreamworks acquiert les droits de Eleanor et Park pour une adaptation et elle travaille sur le scénario. Néanmoins, en 2016, elle annonce que le projet n'aura finalement pas lieu et elle récupère les droits d'adaptation. En 2019, Picturestart acquiert les droits du film, un long métrage avec un scénario de l'autrice, qui sera aussi productrice exécutive. 
En 2015 sort son quatrième roman, Carry On, qui se passe dans l'univers dont est fan l'héroïne de Fangirl. Le roman est librement inspiré par le phénomène des fanfictions, ainsi que de l'univers de Harry Potter.
Entre 2017 et 2021, elle scénarise le comic Runaways pour Marvel. Depuis 2022, elle scénarise la série She-Hulk. Ces deux séries paraissent sous la forme de comics books une fois par mois, ainsi que sous forme d’anthologies.
En 2022 parait Scattered Showers, un recueil qui comprend toutes les nouvelles qu'elle ait jamais écrites, soit neuf nouvelles.
Elle vit au Nebraska avec son mari et ses deux enfants.

## Œuvres

### Romans Young-adult
- Eleanor et Park, Pocket Jeunesse, 2014 ((en) Eleanor and Park, 2012), trad. Juliette Paquereau  (ISBN 978-2266300643)
- Fangirl, Milady, 2014 ((en) Fangirl, 2013), trad. Cédric Degottex  (ISBN 978-2362311420)

#### SérieSimon Snow
Ces romans suivent les aventures de Simon Snow, qui est le héros de la série de romans dont est fan l'héroïne du roman Fangirl.
1. Carry On, Pocket Jeunesse, 2017 ((en) Carry On, 2015), trad. Catherine Nabokov  (ISBN 978-2811213558)
2. Wayward Son, Pan Macmillan, 2019  (ISBN 978-1509896882)
3. Any Way The Wind Blows, Pan Macmillan, 2021  (ISBN 978-1250254337)

### Romans adultes
- Attachement, Milady, 2012 ((en) Attachments, 2011), trad. Claire Allouch  (ISBN 978-2811230449)
- À un fil, Milady, 2015 ((en) Landline, 2014), trad. Cédric Degottex  (ISBN 978-2811220686)

### Nouvelles et histoires courtes
- Minuit ! Douze histoires d'amour à Noël, Gallimard Jeunesse, 2015 ((en) My True Love Gave To Me: Twelve Holiday Stories, 2014), trad. Géraldire d'AmicoRecueil de nouvelles de douze auteurs différents, dont Minuit (Midnight) par Rainbow Rowell
- (en) Kindred Spirits, Pan Macmillan, 2016  (ISBN 978-1509820832)
- Minuit et presque, Pocket Jeunesse, 2019 ((en) Almost Midnight), trad. Catherine Nabokov  (ISBN 978-2266290074)Contient Kindred Spririts et Minuit
- (en) The Prince and the Troll, Amazon, 2020

- (en) If The Fates Allow, Amazon, 2021 : nouvelle dans l'univers de Fangirl suivant le personnage de Reagan et se passant pendant la pandémie du Covid-19.

- Scattered Showers, Wednesday Books, 2022Ce recueil de neuf nouvelles regroupes toutes les nouvelles précédemment écrites par Rainbow Rowell, incluant donc Minuit, The Prince and the Troll, Kindred Spirits, If The Fates Allow, plus de nouveaux écrits, dont une nouvelle se passant dans l'univers de Carry On.

### Comics et mangas
- (en) Pumpkinheads, Pan Macmillan, 2019  (ISBN 978-1529008630)Dessin de Faith Erin Hicks

#### SérieRunaways
1. (en) Find your way Home, Marvel, 2018  (ISBN 978-1302908522)Dessin de Kris Anka
2. (en) Best friends forever, Marvel, 2018  (ISBN 978-1302911973)Dessin de Kris Anka
3. (en) That was Yesterday, Marvel, 2019  (ISBN 978-1302914134)Dessin de Kris Anka
4. (en) But you can't hide, Marvel, 2019  (ISBN 978-1302918019)Dessin de Kris Anka
5. (en) Canon Fodder, Marvel, 2020  (ISBN 978-1302920289)Dessin de Kris Anka

#### SérieShe-Hulk
1. (en) She-Hulk Volume 1, Marvel, 2022  (ISBN 9781302929077)Dessin de Rogê Antônio

### Romans pour enfants

#### SérieMia et moi
Cette série de romans parus chez la Bibliothèque rose est une adaptation de la série de dessins animés Mia et moi. Les quatre premiers tomes ont été écrits par Katherine Quénot.
- Tome 5 : Une grande nouvelle
- Tome 6 : Un mauvais présage
- Tome 8 : Le Pique-nique
- Tome 9 : Une amitié extraordinaire
- Tome 10 : La Licorne de feu
- Tome 11 : La Lanterne magique
- Tome 12 : Au-revoir, Centopia
- Tome 13 : Un mystérieux visiteur

#### SérieWinx Club
Parus chez la Bibliothèque rose, cette série de romans est une adaptation de la série de dessins animés Winx Club. Tous les tomes précédents ont été écrits par Sophie Marvaud.
- Tome 61 : Le Papillon d'or

## Adaptations
Fangirl a été adapté en 2020 en manga par Sam Maggs avec des illustrations de Gabi Nam, par les éditions VIZ Media. En France, le manga est en cours de parution chez Delcourt, dans leur collection Waves. 
Une adaptation sur grand écran d'Eleanor et Park est en cours par les studios Picturestart.

## Récompenses
- 2013 : prix de la meilleure fiction Young-adult du Goodreads Choice Award pour Eleanor et Park[8]
- 2014 : finaliste du prix Michel L. Printz pour Eleanor et Park[9]
- 2014 : prix de la meilleure fiction du Goodreads Choice Award pour À un fil[10]
- 2014 : prix du Indies Choice Young Adult Book of the Year pour Eleanor et Park[11]
- 2014 : prix Amelia Elizabeth Walden pour Eleanor et Park[12]
- 2019 : Finaliste du GLAAD Media Award for Outstanding Comic Book pour Runaways[13]
- 2019 : prix du meilleur comic du Goodreads Choice Award pour Pumpkin Head[14]
- 2020 : finaliste du GLAAD Media Award for Outstanding Comic Book pour Runaways[15]